# Ellisellidae
Ellisellidae is een familie van zachte koralen uit de orde van Alcyonacea.

## Geslachten
- Ctenocella Valenciennes, 1855
- Dichotella Gray, 1870
- Ellisella Gray, 1858
- Heliania Gray, 1860
- Junceella Valenciennes, 1855
- Nicella Gray, 1870
- Phenilia Gray, 1860
- Riisea Duchassaing & Michelotti, 1860
- Tenocella
- Verrucella Milne Edwards & Haime, 1857
- Viminella Gray, 1870